# القائمة الموحدة (لاتفيا)
القائمة الموحدة هو تحالف سياسي في لاتفيا تأسس لخوض الانتخابات البرلمانية لعام 2022. تتكون القائمة من حزب الخضر في لاتفيا ورابطة لاتفيا للمناطق وحزب ليباجا بالإضافة إلى رابطة «القائمة الموحدة للاتفيا» التي يقودها مقاول البناء في ليبايا.
تأسست القائمة في 1 يوليو 2022. في وقت لاحق أصبح حزب الخضر في لاتفيا ورابطة لاتفيا للمناطق الرئيسين المشاركين لمجلس التحالف، وعُيِّن أولديس بولنس كمرشح لرئاسة الوزراء.
كان أحد العوامل المحفزة في نشأة التحالف هو رفض حزبي الخضر وليباجا العمل مع شركائهم السابقين في اتحاد الخضر والمزارعين أثناء قيامهم بالترويج لقلة حكم القلة المدان إيفارس ليمبيرجز كمرشحهم لرئاسة الوزراء.